# HR 6819
HR 6819, также известная как HD 167128 и QV Телескопа — двойная звёздная система в юго-западном углу созвездия Телескопа вблизи границ созвездий Павлина и Жертвенника. Из-за своего положения система видна только южнее 33° северной широты. Система выглядит как переменная звезда, которая слабо видна невооруженным глазом с видимой звёздной величиной от 5,32 до 5,39m. Она находится на расстоянии 1120 ± 70 световых лет от Солнца и отдаляется от него со скоростью 9,4 км/c.

## Номенклатура
HR 6819 входит в «Каталог ярких звёзд». В Каталог Генри Дрейпера звезда вошла под обозначением HD 167128, а в Каталог Hipparcos она вошла под названием HIP 89605. Так как её яркость изменяется, она получила обозначение QV Телескопа, став 330-й подтверждённой переменной звездой созвездия Телескопа.

## Звёздная система
HR 6819 является двойной звёздной системой, состоящей из классической Be-звезды и звезды B3 III.
HR 6819 изначально рассматривалась как одиночная звезда, но в ходе её наблюдений в 2009 году астроном Моника Маинтц обнаружила спектры двух разных звёзд.
Астрономы Дуглас Гис и Лукиан Ван из Университета штата Джорджия изучили излучение водорода в спектре системы HR 6819 и обнаружили, что водородный диск вокруг звезды Be демонстрирует периодичность 40 дней как в доплеровском сдвиге, так и в форме линии излучения. Возможно, звёздный компонент B3 III представляет собой звезду массой от 0,4 до 0,8 масс Солнца, обращающуюся вокруг звезды Be массой около 6 масс Солнца. Аналогичные результаты получили также две другие независимые группы учёных.

### Подозрение на наличие чёрной дыры
В мае 2020 года было объявлено, что, возможно, в систему входит ближайшая к Солнечной системе чёрная дыра. Это мог бы быть первый случай обнаружения чёрной дыры в звёздной системе, видимой невооружённым глазом.
После анализа с оценкой радиальной скорости, проведённого Томасом Ривиниусом и его коллегами, было высказано предположение, что в системе находится невидимая чёрная дыра звёздной массы. Ранее считалось, что HR 6819 связана с OB-ассоциацией Скорпиона — Центавра, однако в 2020 году было выяснено, что это не так.
По данным работы 2022 года, система HR 6819 всё же не тройная, а двойная звезда и чёрной дыры в этой системе нет.
Некоторые ближайшие к Солнцу чёрные дыры
HR 6819 (обведено красным) в созвездии Телескоп